# Colectividad (España)
La colectividad en España era cada una de las instituciones económico-sociales inspiradas en los principios anarcosindicalistas. Se formaron durante la situación revolucionaria que acompañó a la guerra civil en diversos puntos de la geografía española. Cuatro de los casos más conocidos fueron las empresas colectivizadas en la ciudad de Barcelona, las colectividades agrarias de Aragón, las de la Comunidad Valenciana y las de la Región de Murcia.
En Barcelona las colectividades ejercieron un papel de gestión similar a las cooperativas, sin patronos, al ser controlado todo por sus propios trabajadores. Servicios de la ciudad como los transportes urbanos fueron gestionados por colectividades. En el campo de Aragón, la Comunidad Valenciana, Región de Murcia y otros puntos de la geografía española, las colectividades agrarias ejercieron de comunas; al papel empresarial, se le unió el de institución que sustituía a los poderes locales de los municipios en los que se creaban, llegando en muchos casos a abolir el dinero y la propiedad privada (unos de los principios de la sociedad anarquista socialista). Algunas de las colectividades aragonesas más significativas fueron las de Alcañiz, Alcorisa, Barbastro, Calanda, Fraga, Monzón o Valderrobres. A mediados de febrero de 1937, se realizó en Caspe un congreso cuyo propósito era crear una federación de colectividades al que acudieron 500 delegados en representación de 80 000 colectivistas aragoneses. A lo largo del frente de Aragón el Consejo de Aragón de influencia anarquista y presidido por Joaquín Ascaso había asumido el control de la zona. Tanto el Consejo de Aragón como estas colectividades no estaban bien vistas desde el gobierno de la República, por lo que el 4 de agosto el ministro de Defensa Nacional, Indalecio Prieto, cursó órdenes al Ejército y la 11.ª División del comandante Enrique Líster fue enviada de "maniobras" a Aragón, disolviendo el Consejo de Aragón el 11 de agosto. .
En la Comunidad Valenciana se creó por iniciativa libertaria el CLUEA (Consejo Levantino Unificado de Exportación de Agrios) que comerciaba con diversos países de Europa, también de tipo campesino numerosas localidades y en la ciudad de Elche llegando a una total socialización de sus industrias y comercios.

## Colectividad y cooperativa
La Confederación Nacional del Trabajo (CNT) prefiere utilizar el término colectividad o socialización sobre cooperativa como quedó reflejado en el acta de su V Congreso celebrado en 1979, por pensar que el primero es más próximo a la idea original del colectivismo.

La terminología cooperativa de producción y consumo empleada en la mayoría de los acuerdos de los sindicatos que las apoyan, hacen a continuación matizaciones de funcionamiento y fines, que nos dan pie para identificarlas con el contenido colectivista propio del movimiento anarcosindicalista. Por lo que adoptamos como definición para todos los casos el término COLECTIVIDAD DE PRODUCCIÓN Y CONSUMO. [...] Por lo tanto rechazamos el cooperativismo, cuya dinámica lleva a la integración en la sociedad capitalista creando nuevos empresarios. [...] Las colectividades de producción y consumo que actualmente puedan crear no tienen que ser consideradas como medio directo y absoluto para alcanzar la emancipación de los trabajadores. Estas pueden servir como medio indirecto para aliviar nuestros problemas adquisitivos y por otro lado llevar a la práctica unas realizaciones en las que se demuestre la capacidad de autoorganización de los trabajadores, eliminando a los intermediarios, almacenistas, especuladores, etc.
Acta del V Congreso de la CNT

## Las colectividades durante la Revolución española

### Colectividades agrarias
Se trataba de un régimen de trabajo colectivo en el que se expropiaban las tierras de los aristócratas y terratenientes, que se juntaban con las tierras de los colectivistas que poseían algo de terreno. También se juntaban animales, herramientas y sobre todo, el trabajo, que a partir de entonces ya se haría colectivamente, por turnos o bien controlado por el comité de la colectividad. Se realizaban asambleas periódicas para controlar lo que estaba haciendo la colectividad. Y de cara a afuera se negociaba con otras colectividades y se fomentaba el intercambio.
En muchas aldeas y pueblos se llegó incluso a abolir el dinero y sustituirlo por vales firmados o sellados por los comités. Aunque algunas colectividades tuvieron problemas con las autoridades republicanas (la 11.ª División de Líster entró en Aragón para disolverlas en agosto de 1937), otras, como las de Castilla, Región de Murcia o Andalucía, pudieron funcionar con más o menos fortuna hasta 1939, cuando las disolvieron las tropas franquistas.

#### Contexto social
| Distribución de la riqueza global del suelo español                                         |                      |
| Tierras de cultivo anual                                                                    | 15.729.839 hectáreas |
| Barbecho                                                                                    | 5.400.000 hectáreas  |
| Total tierra cultivada                                                                      | 21.129.839 hectáreas |
| Prados, dehesas y montes                                                                    | 23.642.514 hectáreas |
| Total de tierra productiva                                                                  | 44.772.353 hectáreas |
| Superficie total de España                                                                  | 50.510.210 hectáreas |
| Principales latifundios y sus propietarios                                                  |                      |
| Ducado de Medinaceli                                                                        | 79.147 hectáreas     |
| Ducado de Peñaranda                                                                         | 51.016 hectáreas     |
| Ducado de Villahermosa                                                                      | 47.016 hectáreas     |
| Ducado de Alba                                                                              | 34.455 hectáreas     |
| Marquesado de la Romana                                                                     | 29.097 hectáreas     |
| Marquesado de Comillas                                                                      | 23.720 hectáreas     |
| Ducado de Fernán Núñez                                                                      | 17.733 hectáreas     |
| Ducado de Arión                                                                             | 17.667 hectáreas     |
| Ducado de Infantado                                                                         | 17.171 hectáreas     |
| Condado de Romanones                                                                        | 15.132 hectáreas     |
| Condado de Torres Arias                                                                     | 13.645 hectáreas     |
| Condado de Sástago                                                                          | 12.629 hectáreas     |
| Marquesado de Mirabel                                                                       | 12.570 hectáreas     |
| Ducado de Lerma                                                                             | 11.879 hectáreas     |
| Fuente: Benjamín Cano Ruiz y José Viadiu, El colectivismo agrario en la Revolución Española |                      |

La tónica del latifundismo en el campo español, heredero del caciquismo decimonónico, propició una amplia inquietud entre el campesinado. Las desamortizaciones del siglo XIX no habían conseguido modificar sustancialmente la estructura de la propiedad del suelo y el proceso de reforma agraria de la República no había colmado las expectativas de cambio. De esta manera, a raíz del alzamiento de sectores conservadores del ejército el 18 de julio de 1936, se inició un proceso revolucionario en el que los campesinos expropiaron a los terratenientes y organizaron comunidades autogestionadas basadas en la propiedad colectiva de los medios de producción. A este fenómeno se le ha llamado colectivización.
Las colectividades se creaban a través de distintos medios. En los lugares donde los sublevados contra la República no habían triunfado, los ayuntamientos o los propios campesinos iniciaban la colectivización.

Usualmente, eran los militantes de la CNT o de la FAI quienes llamaban a asambleas generales en los pueblos y pugnaban por la colectivización. [...] En estas asambleas, la gente voluntariamente ofrecía la tierra, instrumentos y ganado que poseyera. A estos se añadía la tierra que se hubiera expropiado a los grandes terratenientes. "Las personas que no tuviesen nada que entregar a la colectividad eran admitidas con los mismos deberes y derechos que el resto". Rápidamente, casi los dos tercios de la tierra en las áreas controladas por las fuerzas anti-fascistas, habían sido tomadas y colectivizadas. En total, cerca de cinco o siete millones de personas estaban involucradas.
Deirdre Hogan, Las colectividades anarquistas campesinas durante la Guerra Civil Española

En los pueblos en los que los sublevados había triunfado el avance de las columnas de milicianos de la Confederación Nacional del Trabajo propiciaba las colectivizaciones, siguiendo la tesis de que guerra y revolución eran inseparables.

¿Habéis organizado ya vuestra colectividad? No esperéis más. ¡Ocupad las tierras! Organizaos de manera que no haya jefes ni parásitos entre vosotros. Si no realizáis eso, es inútil que continuemos hacia adelante. Tenemos que crear un mundo nuevo, diferente al que estamos destruyendo.
Buenaventura Durruti

Este tipo de colectivizaciones no fue tan voluntaria como las anteriores.

En otros pueblos era el sindicato el que organizaba la colectividad. Esto ocurría cuando el pueblo había caído inicialmente en manos de los insurgentes y la milicia (generalmente una división comandada por un líder anarquista) lo recobraba para la República. La administración o gobierno impuesto por los sublevados era suprimido y la milicia creaba la colectividad a través del sindicato. Casanova sostiene que ese era el procedimiento habitual en Aragón, controlado por los anarquistas de Barcelona. Por lo tanto, esta vez la colectividad no era voluntaria y aunque algunos anarquistas no aprobaban el uso de la violencia, se permitía en estos casos: (La minoría anarquista) creyendo llegada la hora de las grandes realizaciones, no se resigna a que la mayoría no comprenda la bondad de sus intenciones y, consciente de que se orienta hacia el bien común, no vacila en imponerse a todos. Sin contemplaciones retiene en sus manos la tierra incautada, los aperos de labranza, las cuentas corrientes, las cosechas. No se emplea ningún procedimiento conforme a las normas del derecho, ni se respetan las reglas que son propias de toda democracia. No hay libertad de elección o hay solo una libertad aparente. Se ha de aceptar la colectivización a todo trance y quien no la acepte debe ser tratado como enemigo.
Rocío Navarro Comas, Las colectividades agrarias en los folletos anarquistas de la Guerra civil española

#### Organización
En Aragón se formaron colectividades agrarias que se estructuraban por grupos de trabajo de entre cinco y diez miembros. A cada grupo de trabajo, la colectividad le asignaba un trozo de tierra para trabajar del que era responsable. Cada grupo elegía un delegado que representaba sus opiniones en las reuniones de la colectividad. Un comité de gestión era responsable del funcionamiento cotidiano de la colectividad. Este comité se ocupaba de la obtención de materiales, efectuaba intercambios con otras áreas, organizaba la distribución de la producción y se encargaba de las obras públicas que fuesen necesarias. Sus miembros eran elegidos en asambleas generales en las que participaban todas las personas que integraban la colectividad.